# Sudok
Sudok är en by i Jokkmokks kommun, Norrbottens län. Vid folkräkningen 1890 hade orten 39 invånare och i december 2020 fanns det enligt Ratsit sju personer över 16 år registrerade med Sudok som adress.